# Temporada 2011 de Fórmula 1
La temporada 2011 de Fórmula 1 és el 62è campionat mundial de Fórmula 1 de la història. Durant aquesta, continua vigent el Pacte de la Concòrdia.

## Presentació prèvia
- Defensors del títol: 
  - Pilot:  Sebastian Vettel
  - Constructor:  Red Bull Racing

El calendari s'expandirà a vint curses - l'edició més llarga en de seixanta anys d'història de l'esport - amb la disputa del Gran Premi de l'Índia. Tindrà també el retorn de Pirelli a l'esport com proveïdor de pneumàtics per a tots els equips, ocupant el lloc deixat per Bridgestone.

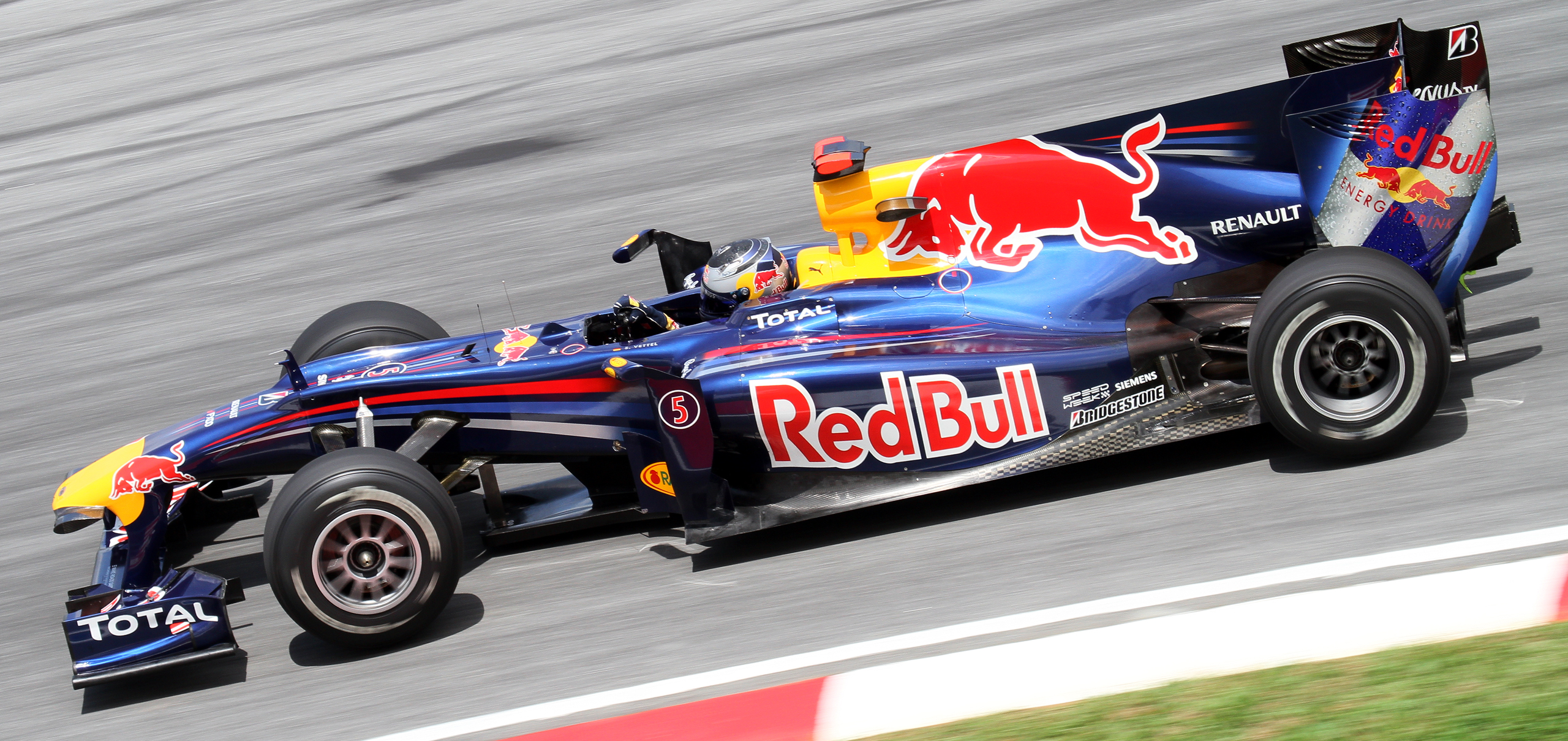
Red Bull-Renault, Campions de constructors de Fórmula 1.

## Pretemporada
La pretemporada començava immediatament després del Gran Premi d'Abu Dhabi del 2010 amb una Prova de Joves Conductors (per conductors amb menys de tres curses a la Fórmula 1) en el Circuit De Marina De Yas. El corredor Daniel Ricciardo va fer els temps més ràpids durant els tres dies, portant els monoplaces de l'escuderia campiona Red Bull Racing.
Les Proves de Joves Conductors eren seguides per una altra sessió de testatge - també a Yas Marina - perquè els equips provin els pneumàtics desenvolupats pel nou proveïdor de pneumàtics Pirelli. Ferrari i Fernando Alonso era el més ràpid durant les proves, amb molts conductors que declaren la seva satisfacció amb els pneumàtics nous. Sebastian Vettel experimentava una punxada explosiva el dia final, encara que una investigació per Pirelli atribuïa l'incident a runa en el circuit.
En un principi s'havia de disputar la quarta sessió de pretemporada del 3 al 6 de març al circuit de Bahrain, però la FIA va decidir anul·lar-los, ja que la inestabilitat política del país hauria amenaçat la seguretat de l'esdeveniment. Finalment, després de certes negociacions i arranjaments pel canvi de calendari, se celebraren al Circuit de Montmeló del 8 al 12 de març.

### Calendari de Pretemporada
| Sessió | Data         | Mapa del Circuit     | Circuit                        | Ubicació      | Pilot              | Escuderia     | Millor temps | Voltes |
| ------ | ------------ | -------------------- | ------------------------------ | ------------- | ------------------ | ------------- | ------------ | ------ |
| 1      | 1 de febrer  | Circuit de Xest      | Circuit Ricardo Tormo, Xest    | País Valencià | Sebastian Vettel   | Red Bull      | 1:13:769     | 93     |
| 1      | 2 de febrer  | Circuit de Xest      | Circuit Ricardo Tormo, Xest    | País Valencià | Fernando Alonso    | Ferrari       | 1:13:307     | 108    |
| 1      | 3 de febrer  | Circuit de Xest      | Circuit Ricardo Tormo, Xest    | País Valencià | Robert Kubica      | Lotus Renault | 1:13:144     | 97     |
|        |              |                      |                                |               |                    |               |              |        |
| 2      | 10 de febrer | Circuit de Jerez     | Circuit de Jerez, Jerez        | Andalusia     | Felipe Massa       | Ferrari       | 1:20:709     | 101    |
| 2      | 11 de febrer | Circuit de Jerez     | Circuit de Jerez, Jerez        | Andalusia     | Michael Schumacher | Mercedes GP   | 1:20:352     | 112    |
| 2      | 12 de febrer | Circuit de Jerez     | Circuit de Jerez, Jerez        | Andalusia     | Nick Heidfeld      | Lotus Renault | 1:20:361     | 86     |
| 2      | 13 de febrer | Circuit de Jerez     | Circuit de Jerez, Jerez        | Andalusia     | Rubens Barrichello | Williams      | 1:19:832     | 103    |
|        |              |                      |                                |               |                    |               |              |        |
| 3      | 18 de febrer | Circuit de Catalunya | Circuit de Catalunya, Montmeló | Catalunya     | Sebastian Vettel   | Red Bull      | 1:24:374     | 37     |
| 3      | 19 de febrer | Circuit de Catalunya | Circuit de Catalunya, Montmeló | Catalunya     | Sebastian Vettel   | Red Bull      | 1:23:410     | 104    |
| 3      | 20 de febrer | Circuit de Catalunya | Circuit de Catalunya, Montmeló | Catalunya     | Nico Rosberg       | Mercedes GP   | 1:23:168     | 92     |
| 3      | 21 de febrer | Circuit de Catalunya | Circuit de Catalunya, Montmeló | Catalunya     | Felipe Massa       | Ferrari       | 1:22:625     | 121    |
|        |              |                      |                                |               |                    |               |              |        |
| 4      | 8 de març    | Circuit de Catalunya | Circuit de Catalunya, Montmeló | Catalunya     | Mark Webber        | Red Bull      | 1:22:544     | 97     |
| 4      | 9 de març    | Circuit de Catalunya | Circuit de Catalunya, Montmeló | Catalunya     | Sebastian Vettel   | Red Bull      | 1:21:865     | 112    |
| 4      | 10 de març   | Circuit de Catalunya | Circuit de Catalunya, Montmeló | Catalunya     | Sergio Pérez       | Sauber        | 1:21:761     | 95     |
| 4      | 11 de març   | Circuit de Catalunya | Circuit de Catalunya, Montmeló | Catalunya     | Michael Schumacher | Mercedes GP   | 1:21:249     | 67     |
| 4      | 12 de març   | Circuit de Catalunya | Circuit de Catalunya, Montmeló | Catalunya     | Nico Rosberg       | Mercedes GP   | 1:43:814     | 35     |

## Calendari de presentacions[5]
| Escuderia                | Xassís            | Data         | Lloc                | Primer test oficial                                  |
| ------------------------ | ----------------- | ------------ | ------------------- | ---------------------------------------------------- |
| Ferrari                  | Ferrari F11       | 28 de gener  | Maranello, Itàlia   | Entrenaments a Xest: dies 1, 2 i 3 de febrer         |
| Lotus-Renault            | Renailt R31       | 31 de gener  | Xest, València      | Entrenaments a Xest: dies 1, 2 i 3 de febrer         |
| Lotus Renault GP         | Renault R31       | 31 de gener  | Xest, València      | Entrenaments a Xest: dies 1, 2 i 3 de febrer         |
| Sauber-Ferrari           | Sauber C30        | 31 de gener  | Xest, València      | Entrenaments a Xest: dies 1, 2 i 3 de febrer         |
| Mercedes GP              | Mercedes MGP W02  | 1 de febrer  | Xest, València      | Entrenaments a Xest: dies 1, 2 i 3 de febrer         |
| Williams-Cosworth        | Williams FW33     | 1 de febrer  | Xest, València      | Entrenaments a Xest: dies 1, 2 i 3 de febrer         |
| Red Bull-Renault         | Red Bull RB7      | 1 de febrer  | Xest, València      | Entrenaments a Xest: dies 1, 2 i 3 de febrer         |
| Toro Rosso-Ferrari       | Toro Rosso STR6   | 1 de febrer  | Xest, València      | Entrenaments a Xest: dies 1, 2 i 3 de febrer         |
| McLaren-Mercedes         | McLaren MP4-26    | 4 de febrer  | Berlín, Alemanya    | Entrenaments a Jerez: dies 10, 11, 12 i 13 de febrer |
| Marussia Virgin-Cosworth | Virgin VR-02      | 7 de febrer  | Londres, Anglaterra | Entrenaments a Jerez: dies 10, 11, 12 i 13 de febrer |
| Force India-Mercedes     | Force India VJM04 | 10 de febrer | Jerez, Espanya      | Entrenaments a Jerez: dies 10, 11, 12 i 13 de febrer |
| Hispania-Cosworth        | Hispania F111     | 8 de febrer* | Online              | Entrenaments a Bahrain: dies 3, 4, 5 i 6 de març     |

## Escuderies i pilots
La següent taula mostra els pilots confirmats per al Mundial 2011 de F1, ordenats segons la classificació del campionat de constructors de la temporada anterior.
| Escuderia                 | Constructor   | Xassís      | Motor             | Núm. | Pilots titulars    | Sigles | Curses   | Pilots de proves                                                 |
| ------------------------- | ------------- | ----------- | ----------------- | ---- | ------------------ | ------ | -------- | ---------------------------------------------------------------- |
| Red Bull Racing           | Red Bull      | RB7         | Renault RS27-2011 | 1    | Sebastian Vettel   | VET    | 1-       | Daniel Ricciardo                                                 |
| Red Bull Racing           | Red Bull      | RB7         | Renault RS27-2011 | 2    | Mark Webber        | WEB    | 1-       | Daniel Ricciardo                                                 |
| Vodafone McLaren Mercedes | McLaren       | MP4-26      | Mercedes FO 108Y  | 3    | Lewis Hamilton     | HAM    | 1-       | Gary Paffett Pedro Martínez de la Rosa                           |
| Vodafone McLaren Mercedes | McLaren       | MP4-26      | Mercedes FO 108Y  | 4    | Jenson Button      | BUT    | 1-       | Gary Paffett Pedro Martínez de la Rosa                           |
| Scuderia Ferrari Marlboro | Ferrari       | 150° Italia | Ferrari 056       | 5    | Fernando Alonso    | ALO    | 1-       | Marc Gené Giancarlo Fisichella Jules Bianchi                     |
| Scuderia Ferrari Marlboro | Ferrari       | 150° Italia | Ferrari 056       | 6    | Felipe Massa       | MAS    | 1-       | Marc Gené Giancarlo Fisichella Jules Bianchi                     |
| Mercedes GP Petronas      | Mercedes-Benz | MGP W02     | Mercedes FO 108Y  | 7    | Michael Schumacher | MSC    | 1-       | -                                                                |
| Mercedes GP Petronas      | Mercedes-Benz | MGP W02     | Mercedes FO 108Y  | 8    | Nico Rosberg       | ROS    | 1-       | -                                                                |
| Lotus Renault GP Team     | Renault       | R31         | Renault           | 9    | Nick Heidfeld      | HEI    | 1-11     | Bruno Senna Romain Grosjean Fairuz Fauzy Jan Charouz Ho-Pin Tung |
| Lotus Renault GP Team     | Renault       | R31         | Renault           | 9    | Bruno Senna        | SEN    | 12-      | Bruno Senna Romain Grosjean Fairuz Fauzy Jan Charouz Ho-Pin Tung |
| Lotus Renault GP Team     | Renault       | R31         | Renault           | 10   | Vitali Petrov      | PET    | 1-       | Bruno Senna Romain Grosjean Fairuz Fauzy Jan Charouz Ho-Pin Tung |
| AT&T Williams             | Williams      | FW33        | Cosworth CA2011   | 11   | Rubens Barrichello | BAR    | 1-       | Valtteri Bottas                                                  |
| AT&T Williams             | Williams      | FW33        | Cosworth CA2011   | 12   | Pastor Maldonado   | MAL    | 1-       | Valtteri Bottas                                                  |
| Force India F1 Team       | Force India   | VJM04       | Mercedes FO 108Y  | 14   | Adrian Sutil       | SUT    | 1-       | Nico Hülkenberg                                                  |
| Force India F1 Team       | Force India   | VJM04       | Mercedes FO 108Y  | 15   | Paul di Resta      | DIR    | 1-       | Nico Hülkenberg                                                  |
| Sauber F1 Team            | Sauber        | C30         | Ferrari 056       | 16   | Kamui Kobayashi    | KOB    | 1-       | Esteban Gutiérrez                                                |
| Sauber F1 Team            | Sauber        | C30         | Ferrari 056       | 17   | Sergio Pérez       | PER    | 1-6, 8-  | Esteban Gutiérrez                                                |
| Sauber F1 Team            | Sauber        | C30         | Ferrari 056       | 17   | Pedro de la Rosa   | DLR    | 7        | Esteban Gutiérrez                                                |
| Scuderia Toro Rosso       | Toro Rosso    | STR6        | Ferrari 056       | 18   | Sébastien Buemi    | BUE    | 1-       | Daniel Ricciardo                                                 |
| Scuderia Toro Rosso       | Toro Rosso    | STR6        | Ferrari 056       | 19   | Jaume Alguersuari  | ALG    | 1-       | Daniel Ricciardo                                                 |
| Team Lotus                | Lotus         | T128        | Renault RS27-2011 | 20   | Heikki Kovalainen  | KOV    | 1-       | Karun Chandhok Luiz Razia Davide Valsecchi Ricardo Teixeira      |
| Team Lotus                | Lotus         | T128        | Renault RS27-2011 | 21   | Jarno Trulli       | TRU    | 1-9, 11- | Karun Chandhok Luiz Razia Davide Valsecchi Ricardo Teixeira      |
| Team Lotus                | Lotus         | T128        | Renault RS27-2011 | 21   | Karun Chandhok     | CHD    | 10       |                                                                  |
| Hispania Racing F1 Team   | Hispania      | F111        | Cosworth CA2011   | 22   | Narain Karthikeyan | KAR    | 1-8      | Narain Karthikeyan                                               |
| Hispania Racing F1 Team   | Hispania      | F111        | Cosworth CA2011   | 22   | Daniel Ricciardo   | RIC    | 9-       | Narain Karthikeyan                                               |
| Hispania Racing F1 Team   | Hispania      | F111        | Cosworth CA2011   | 23   | Vitantonio Liuzzi  | LIU    | 1-       | Narain Karthikeyan                                               |
| Marussia Virgin Racing    | Virgin        | MVR-02      | Cosworth CA2011   | 24   | Timo Glock         | GLO    | 1-       | Sakon Yamamoto Robert Wickens Adrian Quaife-Hobbs                |
| Marussia Virgin Racing    | Virgin        | MVR-02      | Cosworth CA2011   | 25   | Jérôme d'Ambrosio  | DAM    | 1-       | Sakon Yamamoto Robert Wickens Adrian Quaife-Hobbs                |

### Escuderies candidates per entrar en Fórmula 1
En un primer moment es va decidir que en 2011 s'afegiria un nou equip, per ocupar la plaça que no va ocupar USF1 en la temporada 2010, però finalment la FIA va decidir que no serà així. Les escuderies inscrites per optar a la plaça fins al moment de la decisió de la FIA, van ser les següents.
- Stefan GP[47] amb el pilot Kazuki Nakajima[48]
- Villeneuve Racing[49] amb el pilot Jacques Villeneuve[49]
- Epsilon Euskadi[50]

Les següents escuderies es van inscriure per optar a la plaça, però més tard van retirar la seva inscripició.
- ART Grand Prix[51]
- Cypher Group[52]

### Canvis de pilots
- Luca Badoer: Després de 10 anys a Ferrari, deixa l'equip italià per retirar-se.[53]
- Nick Heidfeld: abandona Sauber i fitxa per Lotus Renault a causa d'una lesió de Robert Kubica.[20]
- Pastor Maldonado: El pilot veneçolà, campió de les GP2 Sèries, ha estat contractat com el nou pilot de Williams.[25]
- Jules Bianchi: El pilot francès ha estat contractat com el nou pilot de proves de Ferrari.[14]
- Esteban Gutiérrez: El pilot campió de les GP3 Sèries és el nou pilot de proves de l'escuderia Sauber.[28]
- Sergio Pérez: El mexicà, subcampió de les GP2 Sèries, s'incorpora en la temporada 2011 com a nou pilot de l'equip Sauber.[29]
- Nico Hülkenberg no segueix en l'equip Williams[54] i serà el tercer pilot de Force Índia[55]
- Daniel Ricciardo pilotarà en els lliures del divendres dels GP en lloc d'un dels pilots de Toro Rosso, sent el tercer pilot de l'equip.[56] A partir del Gran Premi del Regne Unit, va reemplaçar a Narain Karthikeyan a l'equip Hispania Racing fins al final de temporada.
- Jérôme d'Ambrosio: Dins l'equip Virgin Racing passa de ser provador a pilot titular.
- Lucas di Grassi: el pilot brasiler abandona Virgin Racing després de la confirmació com a pilot de Jérôme d'Ambrosio.
- Narain Karthikeyan: Després de 6 anys torna a la F1 contractat per Hispania.
- Paul di Resta: passa de ser el tercer pilot a titular de Force India, substituint a l'italià Vitantonio Liuzzi.
- Fairuz Fauzy: el pilot de Malàisia deixa l'equip Lotus Racing per ser tercer pilot de Lotus Renault GP.
- Bruno Senna: deixa Hispania Racing per ser provador de Lotus Renault GP. Més tard substitueix Nick Heidfeld com a pilot oficial a l'equip.
- Vitantonio Liuzzi: abandona Force India després de rescindir el seu contracte i fitxa por Hispania.
- Pedro de la Rosa: torna a McLaren com tercer pilot de l'equip.
- Karun Chandhok: Abandona el seu lloc a Hispania Racing i s'incorpora a Lotus.

## Calendari
El 16 d'abril de 2010, Bernie Ecclestone confirmà que hi haurà 20 curses el 2011 (totes les curses de la temporada 2010 més el Gran Premi de l'Índia). Es va estipular un calendari provisional el 8 de setembre de 2010 que va ser confirmat el 3 de novembre d'aquest mateix any
Tanmateix, el 21 de febrer, la FIA va decidir suspendre la prova inaugural a Bahrain, en consens amb el govern local, a causa de la greu crisi política que ha d'afrontar el país.
Així doncs, l'inici de la temporada s'ajorna fins al 27 de març, data en la qual ja estava previst celebrar el Gran Premi d'Austràlia.
| Núm. | Data                    | Detalls | Plànol del circuit             | Resultats                    | Resultats                   | Resultats    | Resultats                 | Resultats complerts |
| ---- | ----------------------- | --- | ------------------------------ | ---------------------------- | --------------------------- | ------------ | ------------------------- | ------------------- |
| 1    | ANUL·LAT                | Gran Premi de Bahrain Circuit de Sahkir Longitud: 308,238 km Voltes: 57 Guanyador 2010: Fernando Alonso, Ferrari                      | Gran Premi de Bahrain          | Primers entrenaments lliures | -                           | Guanyador    | -                         | Resultats           |
| 1    | ANUL·LAT                | Gran Premi de Bahrain Circuit de Sahkir Longitud: 308,238 km Voltes: 57 Guanyador 2010: Fernando Alonso, Ferrari                      | Gran Premi de Bahrain          | Segons entrenaments lliures  | -                           | 2a posició   | -                         | Resultats           |
| 1    | ANUL·LAT                | Gran Premi de Bahrain Circuit de Sahkir Longitud: 308,238 km Voltes: 57 Guanyador 2010: Fernando Alonso, Ferrari                      | Gran Premi de Bahrain          | Tercers entrenaments lliures | -                           | 3a posició   | -                         | Resultats           |
| 1    | ANUL·LAT                | Gran Premi de Bahrain Circuit de Sahkir Longitud: 308,238 km Voltes: 57 Guanyador 2010: Fernando Alonso, Ferrari                      | Gran Premi de Bahrain          | Pole Position                | -                           | Volta ràpida | -                         | Resultats           |
| 2    | 25, 26 i 27 de març     | Gran Premi d'Austràlia Circuit d'Albert Park Longitud: 307,574 km Voltes: 58 Guanyador 2010: Jenson Button, McLaren-Mercedes          | Albert Park                    | Primers entrenaments lliures | Mark Webber Red Bull        | Guanyador    | Sebastian Vettel Red Bull | Resultats           |
| 2    | 25, 26 i 27 de març     | Gran Premi d'Austràlia Circuit d'Albert Park Longitud: 307,574 km Voltes: 58 Guanyador 2010: Jenson Button, McLaren-Mercedes          | Albert Park                    | Segons entrenaments lliures  | Jenson Button McLaren       | 2a posició   | Lewis Hamilton McLaren    | Resultats           |
| 2    | 25, 26 i 27 de març     | Gran Premi d'Austràlia Circuit d'Albert Park Longitud: 307,574 km Voltes: 58 Guanyador 2010: Jenson Button, McLaren-Mercedes          | Albert Park                    | Tercers entrenaments lliures | Sebastian Vettel Red Bull   | 3a posició   | Vitali Petrov L. Renault  | Resultats           |
| 2    | 25, 26 i 27 de març     | Gran Premi d'Austràlia Circuit d'Albert Park Longitud: 307,574 km Voltes: 58 Guanyador 2010: Jenson Button, McLaren-Mercedes          | Albert Park                    | Pole Position                | Sebastian Vettel Red Bull   | Volta ràpida | Felipe Massa Ferrari      | Resultats           |
| 3    | 8, 9 i 10 d'abril       | Gran Premi de Malàisia Circuit de Sepang Longitud: 310,408 km Voltes: 56 Guanyador 2010: Sebastian Vettel, Red Bull-Renault           | Sepang                         | Primers entrenaments lliures | Mark Webber Red Bull        | Guanyador    | Sebastian Vettel Red Bull | Resultats           |
| 3    | 8, 9 i 10 d'abril       | Gran Premi de Malàisia Circuit de Sepang Longitud: 310,408 km Voltes: 56 Guanyador 2010: Sebastian Vettel, Red Bull-Renault           | Sepang                         | Segons entrenaments lliures  | Mark Webber Red Bull        | 2a posició   | Jenson Button McLaren     | Resultats           |
| 3    | 8, 9 i 10 d'abril       | Gran Premi de Malàisia Circuit de Sepang Longitud: 310,408 km Voltes: 56 Guanyador 2010: Sebastian Vettel, Red Bull-Renault           | Sepang                         | Tercers entrenaments lliures | Lewis Hamilton McLaren      | 3a posició   | Nick Heidfeld L. Renault  | Resultats           |
| 3    | 8, 9 i 10 d'abril       | Gran Premi de Malàisia Circuit de Sepang Longitud: 310,408 km Voltes: 56 Guanyador 2010: Sebastian Vettel, Red Bull-Renault           | Sepang                         | Pole Position                | Sebastian Vettel Red Bull   | Volta ràpida | Mark Webber Red Bull      | Resultats           |
| 4    | 15, 16 i 17 d'abril     | Gran Premi de la Xina† Circuit de Xangai Longitud: 305,066 km Voltes: 56 Guanyador 2010: Jenson Button, McLaren-Mercedes              | Xangai                         | Primers entrenaments lliures | Sebastian Vettel Red Bull   | Guanyador    | Lewis Hamilton McLaren    | Resultats           |
| 4    | 15, 16 i 17 d'abril     | Gran Premi de la Xina† Circuit de Xangai Longitud: 305,066 km Voltes: 56 Guanyador 2010: Jenson Button, McLaren-Mercedes              | Xangai                         | Segons entrenaments lliures  | Sebastian Vettel Red Bull   | 2a posició   | Sebastian Vettel Red Bull | Resultats           |
| 4    | 15, 16 i 17 d'abril     | Gran Premi de la Xina† Circuit de Xangai Longitud: 305,066 km Voltes: 56 Guanyador 2010: Jenson Button, McLaren-Mercedes              | Xangai                         | Tercers entrenaments lliures | Sebastian Vettel Red Bull   | 3a posició   | Mark Webber Red Bull      | Resultats           |
| 4    | 15, 16 i 17 d'abril     | Gran Premi de la Xina† Circuit de Xangai Longitud: 305,066 km Voltes: 56 Guanyador 2010: Jenson Button, McLaren-Mercedes              | Xangai                         | Pole Position                | Sebastian Vettel Red Bull   | Volta ràpida | Mark Webber Red Bull      | Resultats           |
| 5    | 6, 7 i 8 de maig        | Gran Premi de Turquia Circuit d'Istanbul Park Longitud: 309,720 km Voltes: 58 Guanyador 2010: Lewis Hamilton, McLaren-Mercedes        | Istanbul Park                  | Primers entrenaments lliures | Fernando Alonso Ferrari     | Guanyador    | Sebastian Vettel Red Bull | Resultats           |
| 5    | 6, 7 i 8 de maig        | Gran Premi de Turquia Circuit d'Istanbul Park Longitud: 309,720 km Voltes: 58 Guanyador 2010: Lewis Hamilton, McLaren-Mercedes        | Istanbul Park                  | Segons entrenaments lliures  | Jenson Button McLaren       | 2a posició   | Mark Webber Red Bull      | Resultats           |
| 5    | 6, 7 i 8 de maig        | Gran Premi de Turquia Circuit d'Istanbul Park Longitud: 309,720 km Voltes: 58 Guanyador 2010: Lewis Hamilton, McLaren-Mercedes        | Istanbul Park                  | Tercers entrenaments lliures | Sebastian Vettel Red Bull   | 3a posició   | Fernando Alonso Ferrari   | Resultats           |
| 5    | 6, 7 i 8 de maig        | Gran Premi de Turquia Circuit d'Istanbul Park Longitud: 309,720 km Voltes: 58 Guanyador 2010: Lewis Hamilton, McLaren-Mercedes        | Istanbul Park                  | Pole Position                | Sebastian Vettel Red Bull   | Volta ràpida | Mark Webber Red Bull      | Resultats           |
| 6    | 20, 21 i 22 de maig     | Gran Premi d'Espanya Circuit de Catalunya Longitud: 307,104 km Voltes: 66 Guanyador 2010: Mark Webber, Red Bull-Renault               | Circuit de Catalunya           | Primers entrenaments lliures | Mark Webber Red Bull        | Guanyador    | Sebastian Vettel Red Bull | Resultats           |
| 6    | 20, 21 i 22 de maig     | Gran Premi d'Espanya Circuit de Catalunya Longitud: 307,104 km Voltes: 66 Guanyador 2010: Mark Webber, Red Bull-Renault               | Circuit de Catalunya           | Segons entrenaments lliures  | Mark Webber Red Bull        | 2º posició   | Lewis Hamilton McLaren    | Resultats           |
| 6    | 20, 21 i 22 de maig     | Gran Premi d'Espanya Circuit de Catalunya Longitud: 307,104 km Voltes: 66 Guanyador 2010: Mark Webber, Red Bull-Renault               | Circuit de Catalunya           | Tercers entrenaments lliures | Sebastian Vettel Red Bull   | 3º posició   | Jenson Button McLaren     | Resultats           |
| 6    | 20, 21 i 22 de maig     | Gran Premi d'Espanya Circuit de Catalunya Longitud: 307,104 km Voltes: 66 Guanyador 2010: Mark Webber, Red Bull-Renault               | Circuit de Catalunya           | Pole Position                | Mark Webber Red Bull        | Volta ràpida | Lewis Hamilton McLaren    | Resultats           |
| 7    | 27, 28 i 29 de maig     | Gran Premi de Mònaco Circuit de Monte Carlo Longitud: 260,520 km Voltes: 78 Guanyador 2010: Mark Webber, Red Bull-Renault             | Circuit de Monte Carlo         | Primers entrenaments lliures | Sebastian Vettel Red Bull   | Guanyador    | Sebastian Vettel Red Bull | Resultats           |
| 7    | 27, 28 i 29 de maig     | Gran Premi de Mònaco Circuit de Monte Carlo Longitud: 260,520 km Voltes: 78 Guanyador 2010: Mark Webber, Red Bull-Renault             | Circuit de Monte Carlo         | Segons entrenaments lliures  | Fernando Alonso Ferrari     | 2º posició   | Fernando Alonso Ferrari   | Resultats           |
| 7    | 27, 28 i 29 de maig     | Gran Premi de Mònaco Circuit de Monte Carlo Longitud: 260,520 km Voltes: 78 Guanyador 2010: Mark Webber, Red Bull-Renault             | Circuit de Monte Carlo         | Tercers entrenaments lliures | Fernando Alonso Ferrari     | 3º posició   | Jenson Button McLaren     | Resultats           |
| 7    | 27, 28 i 29 de maig     | Gran Premi de Mònaco Circuit de Monte Carlo Longitud: 260,520 km Voltes: 78 Guanyador 2010: Mark Webber, Red Bull-Renault             | Circuit de Monte Carlo         | Pole Position                | Sebastian Vettel Red Bull   | Volta ràpida | Mark Webber Red Bull      | Resultats           |
| 8    | 10, 11 i 12 de juny     | Gran Premi del Canadà Circuit Gilles Villeneuve Longitud: 305,270 km Voltes: 70 Guanyador 2010: Lewis Hamilton, McLaren-Mercedes      | Circuit Gilles Villeneuve      | Primers entrenaments lliures | Nico Rosberg Mercedes       | Guanyador    | Jenson Button McLaren     | Resultats           |
| 8    | 10, 11 i 12 de juny     | Gran Premi del Canadà Circuit Gilles Villeneuve Longitud: 305,270 km Voltes: 70 Guanyador 2010: Lewis Hamilton, McLaren-Mercedes      | Circuit Gilles Villeneuve      | Segons entrenaments lliures  | Fernando Alonso Ferrari     | 2º posició   | Sebastian Vettel Red Bull | Resultats           |
| 8    | 10, 11 i 12 de juny     | Gran Premi del Canadà Circuit Gilles Villeneuve Longitud: 305,270 km Voltes: 70 Guanyador 2010: Lewis Hamilton, McLaren-Mercedes      | Circuit Gilles Villeneuve      | Tercers entrenaments lliures | Sebastian Vettel Red Bull   | 3º posició   | Mark Webber Red Bull      | Resultats           |
| 8    | 10, 11 i 12 de juny     | Gran Premi del Canadà Circuit Gilles Villeneuve Longitud: 305,270 km Voltes: 70 Guanyador 2010: Lewis Hamilton, McLaren-Mercedes      | Circuit Gilles Villeneuve      | Pole Position                | Sebastian Vettel Red Bull   | Volta ràpida | Jenson Button McLaren     | Resultats           |
| 9    | 24, 25 i 26 de juny     | Gran Premi d'Europa Circuit urbà de València Longitud: 308,883 km Voltes: 57 Guanyador 2010: Sebastian Vettel, Red Bull-Renault       | Circuit urbà de València       | Primers entrenaments lliures | Mark Webber Red Bull        | Guanyador    | Sebastian Vettel Red Bull | Resultats           |
| 9    | 24, 25 i 26 de juny     | Gran Premi d'Europa Circuit urbà de València Longitud: 308,883 km Voltes: 57 Guanyador 2010: Sebastian Vettel, Red Bull-Renault       | Circuit urbà de València       | Segons entrenaments lliures  | Fernando Alonso Ferrari     | 2º posició   | Fernando Alonso Ferrari   | Resultats           |
| 9    | 24, 25 i 26 de juny     | Gran Premi d'Europa Circuit urbà de València Longitud: 308,883 km Voltes: 57 Guanyador 2010: Sebastian Vettel, Red Bull-Renault       | Circuit urbà de València       | Tercers entrenaments lliures | Sebastian Vettel Red Bull   | 3º posició   | Mark Webber Red Bull      | Resultats           |
| 9    | 24, 25 i 26 de juny     | Gran Premi d'Europa Circuit urbà de València Longitud: 308,883 km Voltes: 57 Guanyador 2010: Sebastian Vettel, Red Bull-Renault       | Circuit urbà de València       | Pole Position                | Sebastian Vettel Red Bull   | Volta ràpida | Sebastian Vettel Red Bull | Resultats           |
| 10   | 8, 9 i 10 de juliol     | Gran Premi de la Gran Bretanya Circuit de Silverstone Longitud: 306,747 km Voltes: 52 Guanyador 2010: Mark Webber, Red Bull-Renault   | Circuit de Silverstone         | Primers entrenaments lliures | Mark Webber Red Bull        | Guanyador    | Fernando Alonso Ferrari   | Resultats           |
| 10   | 8, 9 i 10 de juliol     | Gran Premi de la Gran Bretanya Circuit de Silverstone Longitud: 306,747 km Voltes: 52 Guanyador 2010: Mark Webber, Red Bull-Renault   | Circuit de Silverstone         | Segons entrenaments lliures  | Felipe Massa Ferrari        | 2º posició   | Sebastian Vettel Red Bull | Resultats           |
| 10   | 8, 9 i 10 de juliol     | Gran Premi de la Gran Bretanya Circuit de Silverstone Longitud: 306,747 km Voltes: 52 Guanyador 2010: Mark Webber, Red Bull-Renault   | Circuit de Silverstone         | Tercers entrenaments lliures | Sebastian Vettel Red Bull   | 3º posició   | Mark Webber Red Bull      | Resultats           |
| 10   | 8, 9 i 10 de juliol     | Gran Premi de la Gran Bretanya Circuit de Silverstone Longitud: 306,747 km Voltes: 52 Guanyador 2010: Mark Webber, Red Bull-Renault   | Circuit de Silverstone         | Pole Position                | Mark Webber Red Bull        | Volta ràpida | Fernando Alonso Ferrari   | Resultats           |
| 11   | 22, 23 i 24 de juliol   | Gran Premi d'Alemanya Circuit de Nürburgring Longitud: 306,458 km Voltes: 67 Guanyador 2009: Mark Webber, Red Bull Racing             | Circuit de Nürburgring         | Primers entrenaments lliures | Fernando Alonso Ferrari     | Guanyador    | Lewis Hamilton McLaren    | Resultats           |
| 11   | 22, 23 i 24 de juliol   | Gran Premi d'Alemanya Circuit de Nürburgring Longitud: 306,458 km Voltes: 67 Guanyador 2009: Mark Webber, Red Bull Racing             | Circuit de Nürburgring         | Segons entrenaments lliures  | Mark Webber Red Bull        | 2º posició   | Fernando Alonso Ferrari   | Resultats           |
| 11   | 22, 23 i 24 de juliol   | Gran Premi d'Alemanya Circuit de Nürburgring Longitud: 306,458 km Voltes: 67 Guanyador 2009: Mark Webber, Red Bull Racing             | Circuit de Nürburgring         | Tercers entrenaments lliures | Sebastian Vettel Red Bull   | 3º posició   | Mark Webber Red Bull      | Resultats           |
| 11   | 22, 23 i 24 de juliol   | Gran Premi d'Alemanya Circuit de Nürburgring Longitud: 306,458 km Voltes: 67 Guanyador 2009: Mark Webber, Red Bull Racing             | Circuit de Nürburgring         | Pole Position                | Mark Webber Red Bull        | Volta ràpida | Lewis Hamilton McLaren    | Resultats           |
| 12   | 29, 30 i 31 de juliol   | Gran Premi d'Hongria Circuit d'Hungaroring Longitud: 306,660 km Voltes: 70 Guanyador 2010: Mark Webber, Red Bull-Renault              | Circuit d'Hungaroring          | Primers entrenaments lliures | Lewis Hamilton McLaren      | Guanyador    | Jenson Button McLaren     | Resultats           |
| 12   | 29, 30 i 31 de juliol   | Gran Premi d'Hongria Circuit d'Hungaroring Longitud: 306,660 km Voltes: 70 Guanyador 2010: Mark Webber, Red Bull-Renault              | Circuit d'Hungaroring          | Segons entrenaments lliures  | Lewis Hamilton McLaren      | 2º posició   | Sebastian Vettel Red Bull | Resultats           |
| 12   | 29, 30 i 31 de juliol   | Gran Premi d'Hongria Circuit d'Hungaroring Longitud: 306,660 km Voltes: 70 Guanyador 2010: Mark Webber, Red Bull-Renault              | Circuit d'Hungaroring          | Tercers entrenaments lliures | Sebastian Vettel Red Bull   | 3º posició   | Fernando Alonso Ferrari   | Resultats           |
| 12   | 29, 30 i 31 de juliol   | Gran Premi d'Hongria Circuit d'Hungaroring Longitud: 306,660 km Voltes: 70 Guanyador 2010: Mark Webber, Red Bull-Renault              | Circuit d'Hungaroring          | Pole Position                | Sebastian Vettel Red Bull   | Volta ràpida | Felipe Massa Ferrari      | Resultats           |
| 13   | 26, 27 i 28 d'agost     | Gran Premi de Bèlgica Circuit de Spa-Francorchamps Longitud: 308,238 km Voltes: 57 Guanyador 2010: Lewis Hamilton, McLaren - Mercedes | Circuit de Spa-Francorchamps   | Primers entrenaments lliures | Michael Schumacher Mercedes | Guanyador    | Sebastian Vettel Red Bull | Resultats           |
| 13   | 26, 27 i 28 d'agost     | Gran Premi de Bèlgica Circuit de Spa-Francorchamps Longitud: 308,238 km Voltes: 57 Guanyador 2010: Lewis Hamilton, McLaren - Mercedes | Circuit de Spa-Francorchamps   | Segons entrenaments lliures  | Mark Webber Red Bull        | 2º posició   | Mark Webber Red Bull      | Resultats           |
| 13   | 26, 27 i 28 d'agost     | Gran Premi de Bèlgica Circuit de Spa-Francorchamps Longitud: 308,238 km Voltes: 57 Guanyador 2010: Lewis Hamilton, McLaren - Mercedes | Circuit de Spa-Francorchamps   | Tercers entrenaments lliures | Mark Webber Red Bull        | 3º posició   | Jenson Button McLaren     | Resultats           |
| 13   | 26, 27 i 28 d'agost     | Gran Premi de Bèlgica Circuit de Spa-Francorchamps Longitud: 308,238 km Voltes: 57 Guanyador 2010: Lewis Hamilton, McLaren - Mercedes | Circuit de Spa-Francorchamps   | Pole Position                | Sebastian Vettel Red Bull   | Volta ràpida | Mark Webber Red Bull      | Resultats           |
| 14   | 9, 10 i 11 de setembre  | Gran Premi d'Itàlia Circuit de Monza Longitud: 306,720 km Voltes: 53 Guanyador 2010: Fernando Alonso, Ferrari                         | Circuit de Monza               | Primers entrenaments lliures | Lewis Hamilton McLaren      | Guanyador    | Sebastian Vettel Red Bull | Resultats           |
| 14   | 9, 10 i 11 de setembre  | Gran Premi d'Itàlia Circuit de Monza Longitud: 306,720 km Voltes: 53 Guanyador 2010: Fernando Alonso, Ferrari                         | Circuit de Monza               | Segons entrenaments lliures  | Sebastian Vettel Red Bull   | 2º posició   | Jenson Button McLaren     | Resultats           |
| 14   | 9, 10 i 11 de setembre  | Gran Premi d'Itàlia Circuit de Monza Longitud: 306,720 km Voltes: 53 Guanyador 2010: Fernando Alonso, Ferrari                         | Circuit de Monza               | Tercers entrenaments lliures | Sebastian Vettel Red Bull   | 3º posició   | Fernando Alonso Ferrari   | Resultats           |
| 14   | 9, 10 i 11 de setembre  | Gran Premi d'Itàlia Circuit de Monza Longitud: 306,720 km Voltes: 53 Guanyador 2010: Fernando Alonso, Ferrari                         | Circuit de Monza               | Pole Position                | Sebastian Vettel Red Bull   | Volta ràpida | Lewis Hamilton McLaren    | Resultats           |
| 15   | 23, 24 i 25 de setembre | Gran Premi de Singapur Circuit de Singapur Longitud: 309,316 km Voltes: 61 Guanyador 2010: Fernando Alonso, Ferrari                   | Circuit de Singapur            | Primers entrenaments lliures | Lewis Hamilton McLaren      | Guanyador    | Sebastian Vettel Red Bull | Resultats           |
| 15   | 23, 24 i 25 de setembre | Gran Premi de Singapur Circuit de Singapur Longitud: 309,316 km Voltes: 61 Guanyador 2010: Fernando Alonso, Ferrari                   | Circuit de Singapur            | Segons entrenaments lliures  | Sebastian Vettel Red Bull   | 2º posició   | Jenson Button McLaren     | Resultats           |
| 15   | 23, 24 i 25 de setembre | Gran Premi de Singapur Circuit de Singapur Longitud: 309,316 km Voltes: 61 Guanyador 2010: Fernando Alonso, Ferrari                   | Circuit de Singapur            | Tercers entrenaments lliures | Mark Webber Red Bull        | 3º posició   | Mark Webber Red Bull      | Resultats           |
| 15   | 23, 24 i 25 de setembre | Gran Premi de Singapur Circuit de Singapur Longitud: 309,316 km Voltes: 61 Guanyador 2010: Fernando Alonso, Ferrari                   | Circuit de Singapur            | Pole Position                | Sebastian Vettel Red Bull   | Volta ràpida | Jenson Button McLaren     | Resultats           |
| 16   | 7, 8 i 9 d'octubre      | Gran Premi del Japó Circuit de Suzuka Longitud: 307,573 km Voltes: 53 Guanyador 2010: Sebastian Vettel, Red Bull-Renault              | Circuit de Suzuka              | Primers entrenaments lliures | Jenson Button McLaren       | Guanyador    | Jenson Button McLaren     | Resultats           |
| 16   | 7, 8 i 9 d'octubre      | Gran Premi del Japó Circuit de Suzuka Longitud: 307,573 km Voltes: 53 Guanyador 2010: Sebastian Vettel, Red Bull-Renault              | Circuit de Suzuka              | Segons entrenaments lliures  | Jenson Button McLaren       | 2º posició   | Fernando Alonso Ferrari   | Resultats           |
| 16   | 7, 8 i 9 d'octubre      | Gran Premi del Japó Circuit de Suzuka Longitud: 307,573 km Voltes: 53 Guanyador 2010: Sebastian Vettel, Red Bull-Renault              | Circuit de Suzuka              | Tercers entrenaments lliures | Jenson Button McLaren       | 3º posició   | Sebastian Vettel Red Bull | Resultats           |
| 16   | 7, 8 i 9 d'octubre      | Gran Premi del Japó Circuit de Suzuka Longitud: 307,573 km Voltes: 53 Guanyador 2010: Sebastian Vettel, Red Bull-Renault              | Circuit de Suzuka              | Pole Position                | Sebastian Vettel Red Bull   | Volta ràpida | Jenson Button McLaren     | Resultats           |
| 17   | 14, 15 i 16 d'octubre   | Gran Premi de Corea Circuit de Yeongam Longitud: 308,630 km Voltes: 55 Guanyador 2010: Fernando Alonso, Ferrari                       | Circuit de Yeongam             | Primers entrenaments lliures | Michael Schumacher Mercedes | Guanyador    | Sebastian Vettel Red Bull | Resultats           |
| 17   | 14, 15 i 16 d'octubre   | Gran Premi de Corea Circuit de Yeongam Longitud: 308,630 km Voltes: 55 Guanyador 2010: Fernando Alonso, Ferrari                       | Circuit de Yeongam             | Segons entrenaments lliures  | Lewis Hamilton McLaren      | 2º posició   | Lewis Hamilton McLaren    | Resultats           |
| 17   | 14, 15 i 16 d'octubre   | Gran Premi de Corea Circuit de Yeongam Longitud: 308,630 km Voltes: 55 Guanyador 2010: Fernando Alonso, Ferrari                       | Circuit de Yeongam             | Tercers entrenaments lliures | Jenson Button McLaren       | 3º posició   | Mark Webber Red Bull      | Resultats           |
| 17   | 14, 15 i 16 d'octubre   | Gran Premi de Corea Circuit de Yeongam Longitud: 308,630 km Voltes: 55 Guanyador 2010: Fernando Alonso, Ferrari                       | Circuit de Yeongam             | Pole Position                | Lewis Hamilton McLaren      | Volta ràpida | Sebastian Vettel Red Bull | Resultats           |
| 18   | 28, 29 i 30 d'octubre   | Gran Premi de l'Índia† Circuit Internacional de Buddh Longitud: 308,520 km Voltes: 60 Guanyador 2010: ---                             | Circuit Internacional de Buddh | Primers entrenaments lliures | Lewis Hamilton McLaren      | Guanyador    | Sebastian Vettel Red Bull | Resultats           |
| 18   | 28, 29 i 30 d'octubre   | Gran Premi de l'Índia† Circuit Internacional de Buddh Longitud: 308,520 km Voltes: 60 Guanyador 2010: ---                             | Circuit Internacional de Buddh | Segons entrenaments lliures  | Felipe Massa Ferrari        | 2º posició   | Jenson Button McLaren     | Resultats           |
| 18   | 28, 29 i 30 d'octubre   | Gran Premi de l'Índia† Circuit Internacional de Buddh Longitud: 308,520 km Voltes: 60 Guanyador 2010: ---                             | Circuit Internacional de Buddh | Tercers entrenaments lliures | Sebastian Vettel Red Bull   | 3º posició   | Fernando Alonso Ferrari   | Resultats           |
| 18   | 28, 29 i 30 d'octubre   | Gran Premi de l'Índia† Circuit Internacional de Buddh Longitud: 308,520 km Voltes: 60 Guanyador 2010: ---                             | Circuit Internacional de Buddh | Pole Position                | Sebastian Vettel Red Bull   | Volta ràpida | Sebastian Vettel Red Bull | Resultats           |
| 19   | 11, 12 i 13 de novembre | Gran Premi d'Abu Dhabi Circuit Yas Marina Longitud: 305,361 km Voltes: 55 Guanyador 2010: Sebastian Vettel, Red Bull-Renault          | Circuit Yas Marina             | Primers entrenaments lliures | Jenson Button McLaren       | Guanyador    | Lewis Hamilton McLaren    | Resultats           |
| 19   | 11, 12 i 13 de novembre | Gran Premi d'Abu Dhabi Circuit Yas Marina Longitud: 305,361 km Voltes: 55 Guanyador 2010: Sebastian Vettel, Red Bull-Renault          | Circuit Yas Marina             | Segons entrenaments lliures  | Lewis Hamilton McLaren      | 2a posició   | Fernando Alonso Ferrari   | Resultats           |
| 19   | 11, 12 i 13 de novembre | Gran Premi d'Abu Dhabi Circuit Yas Marina Longitud: 305,361 km Voltes: 55 Guanyador 2010: Sebastian Vettel, Red Bull-Renault          | Circuit Yas Marina             | Tercers entrenaments lliures | Lewis Hamilton McLaren      | 3a posició   | Jenson Button McLaren     | Resultats           |
| 19   | 11, 12 i 13 de novembre | Gran Premi d'Abu Dhabi Circuit Yas Marina Longitud: 305,361 km Voltes: 55 Guanyador 2010: Sebastian Vettel, Red Bull-Renault          | Circuit Yas Marina             | Pole Position                | Sebastian Vettel Red Bull   | Volta ràpida | Mark Webber Red Bull      | Resultats           |
| 20   | 25, 26 i 27 de novembre | Gran Premi de Brasil Circuit d'Interlagos Longitud: 305,909 km Voltes: 71 Guanyador 2010: Sebastian Vettel, Red Bull-Renault          | Circuit d'Interlagos           | Primers entrenaments lliures | Mark Webber Red Bull        | Guanyador    | Mark Webber Red Bull      | Resultats           |
| 20   | 25, 26 i 27 de novembre | Gran Premi de Brasil Circuit d'Interlagos Longitud: 305,909 km Voltes: 71 Guanyador 2010: Sebastian Vettel, Red Bull-Renault          | Circuit d'Interlagos           | Segons entrenaments lliures  | Lewis Hamilton McLaren      | 2º posició   | Sebastian Vettel Red Bull | Resultats           |
| 20   | 25, 26 i 27 de novembre | Gran Premi de Brasil Circuit d'Interlagos Longitud: 305,909 km Voltes: 71 Guanyador 2010: Sebastian Vettel, Red Bull-Renault          | Circuit d'Interlagos           | Tercers entrenaments lliures | Sebastian Vettel Red Bull   | 3º posició   | Jenson Button McLaren     | Resultats           |
| 20   | 25, 26 i 27 de novembre | Gran Premi de Brasil Circuit d'Interlagos Longitud: 305,909 km Voltes: 71 Guanyador 2010: Sebastian Vettel, Red Bull-Renault          | Circuit d'Interlagos           | Pole Position                | Sebastian Vettel Red Bull   | Volta ràpida | Mark Webber Red Bull      | Resultats           |

Notes:
† Els respectius circuits que acullen el Gran Premi de la Xina i el Gran Premi de l'Índia estan pendents d'homologació.

### Canvis
- La temporada 2011 veurà l'addició del Gran Premi de l'Índia al calendari de la F1.
- El Gran Premi de Malàisia canviarà el seu nom al de MALÀISIA GRAND PRIX com a part dels esforços per promoure el país.
- El Circuit Internacional De Bahrain tornarà a la seva configuració original després d'experimentar amb la disposició de circuit de "resistència" (sis quilòmetres) a la temporada 2010,.[60]

## Puntuació
| Posició | 1º | 2º | 3º | 4º | 5º | 6º | 7º | 8º | 9º | 10º | 11º | 12º | 13º | 14º | 15º | 16º | 17º | 18º | 19º | 20º | 21º | 22º | 23º | 24º |
| Punts   | 25 | 18 | 15 | 12 | 10 | 8  | 6  | 4  | 2  | 1   | 0   | 0   | 0   | 0   | 0   | 0   | 0   | 0   | 0   | 0   | 0   | 0   | 0   | 0   |

## Campionat
| Nº | Nom           | Circuit                        | Pole             | Volta ràpida     | Pilot guanyador  | Equip guanyador | Resultats |
| -- | ------------- | ------------------------------ | ---------------- | ---------------- | ---------------- | --------------- | --------- |
| 1  | Bahrain       | Circuit de Bahrain             |                  |                  |                  |                 | Resultats |
| 2  | Austràlia     | Albert Park                    | Sebastian Vettel | Felipe Massa     | Sebastian Vettel | Red Bull        | Resultats |
| 3  | Malàisia      | Sepang                         | Sebastian Vettel | Mark Webber      | Sebastian Vettel | Red Bull        | Resultats |
| 4  | Xina          | Internacional de Xangai        | Sebastian Vettel | Mark Webber      | Lewis Hamilton   | McLaren         | Resultats |
| 5  | Turquia       | Istanbul Park                  | Sebastian Vettel | Mark Webber      | Sebastian Vettel | Red Bull        | Resultats |
| 6  | Espanya       | Catalunya                      | Mark Webber      | Lewis Hamilton   | Sebastian Vettel | Red Bull        | Resultats |
| 7  | Mònaco        | Urbà de Montecarlo             | Sebastian Vettel | Mark Webber      | Sebastian Vettel | Red Bull        | Resultats |
| 8  | Canadà        | Gilles Villeneuve              | Sebastian Vettel | Jenson Button    | Jenson Button    | McLaren         | Resultats |
| 9  | Europa        | Urbà de València               | Sebastian Vettel | Sebastian Vettel | Sebastian Vettel | Red Bull        | Resultats |
| 10 | Gran Br.      | Silverstone                    | Mark Webber      | Fernando Alonso  | Fernando Alonso  | Ferrari         | Resultats |
| 11 | Alemanya      | Hockenheim                     | Mark Webber      | Lewis Hamilton   | Lewis Hamilton   | McLaren         | Resultats |
| 12 | Hongria       | Hungaroring                    | Sebastian Vettel | Felipe Massa     | Jenson Button    | McLaren         | Resultats |
| 13 | Bèlgica       | Spa-Francorchamps              | Sebastian Vettel | Mark Webber      | Sebastian Vettel | Red Bull        | Resultats |
| 14 | Itàlia        | Autodromo Nazionale di Monza   | Sebastian Vettel | Lewis Hamilton   | Sebastian Vettel | Red Bull        | Resultats |
| 15 | Singapur      | Marina Bay                     | Sebastian Vettel | Jenson Button    | Sebastian Vettel | Red Bull        | Resultats |
| 16 | Japó          | Suzuka                         | Sebastian Vettel | Jenson Button    | Jenson Button    | McLaren         | Resultats |
| 17 | Corea del Sud | Circuit Internacional de Corea | Lewis Hamilton   | Sebastian Vettel | Sebastian Vettel | Red Bull        | Resultats |
| 18 | Índia         | Circuit Internacional de Buddh | Sebastian Vettel | Sebastian Vettel | Sebastian Vettel | Red Bull        | Resultats |
| 19 | Abu Dhabi     | Yas Island                     | Sebastian Vettel | Mark Webber      | Lewis Hamilton   | McLaren         | Resultats |
| 20 | Brasil        | Carlos Pace de Interlagos      | Sebastian Vettel | Mark Webber      | Mark Webber      | Red Bull        | Resultats |

## Classificacions

### Campionat de pilots
| Pos | Pilot              | AUS | MAL | XIN | TUR | ESP | MON | CAN  | EUR | GBR | ALE | HON | BEL | ITA | SIN | JAP | COR | IND | ABU | BRA | Punts |
| --- | ------------------ | --- | --- | --- | --- | --- | --- | ---- | --- | --- | --- | --- | --- | --- | --- | --- | --- | --- | --- | --- | ----- |
| 1   | Sebastian Vettel   | 1   | 1   | 2   | 1   | 1   | 1   | 2    | 1   | 2   | 4   | 2   | 1   | 1   | 1   | 3   | 1   | 1   | Ret | 2   | 392   |
| 2   | Jenson Button      | 6   | 2   | 4   | 6   | 3   | 3   | 1    | 6   | Ret | Ret | 1   | 3   | 2   | 2   | 1   | 4   | 2   | 3   | 3   | 270   |
| 3   | Mark Webber        | 5   | 4   | 3   | 2   | 4   | 4   | 3    | 3   | 3   | 3   | 5   | 2   | Ret | 3   | 4   | 3   | 4   | 4   | 1   | 258   |
| 4   | Fernando Alonso    | 4   | 6   | 7   | 3   | 5   | 2   | Ret  | 2   | 1   | 2   | 3   | 4   | 3   | 4   | 2   | 5   | 3   | 2   | 4   | 257   |
| 5   | Lewis Hamilton     | 2   | 8   | 1   | 4   | 2   | 6   | Ret  | 4   | 4   | 1   | 4   | Ret | 4   | 5   | 5   | 2   | 7   | 1   | Ret | 227   |
| 6   | Felipe Massa       | 7   | 5   | 6   | 11  | Ret | Ret | 6    | 5   | 5   | 5   | 6   | 8   | 6   | 9   | 7   | 6   | Ret | 5   | 5   | 118   |
| 7   | Nico Rosberg       | Ret | 12  | 5   | 5   | 7   | 11  | 11   | 7   | 6   | 7   | 9   | 6   | Ret | 7   | 10  | 8   | 6   | 6   | 7   | 89    |
| 8   | Michael Schumacher | Ret | 9   | 8   | 12  | 6   | Ret | 4    | 17  | 9   | 8   | Ret | 5   | 5   | Ret | 6   | Ret | 5   | 7   | 15  | 76    |
| 9   | Adrian Sutil       | 9   | 11  | 15  | 13  | 13  | 7   | Ret  | 9   | 11  | 6   | 14  | 7   | Ret | 8   | 11  | 11  | 9   | 8   | 6   | 42    |
| 10  | Vitali Petrov      | 3   | 17† | 9   | 8   | 11  | Ret | 5    | 15  | 12  | 10  | 12  | 9   | Ret | 17  | 9   | Ret | 11  | 13  | 10  | 37    |
| 11  | Nick Heidfeld      | 12  | 3   | 12  | 7   | 8   | 8   | Ret  | 10  | 8   | Ret | Ret |     |     |     |     |     |     |     |     | 34    |
| 12  | Kamui Kobayashi    | DSQ | 7   | 10  | 10  | 10  | 5   | 7    | 16  | Ret | 9   | 11  | 12  | Ret | 14  | 13  | 15  | Ret | 10  | 9   | 30    |
| 13  | Paul di Resta      | 10  | 10  | 11  | Ret | 12  | 12  | 18†  | 14  | 15  | 13  | 7   | 11  | 8   | 6   | 12  | 10  | 13  | 9   | 8   | 27    |
| 14  | Jaime Alguersuari  | 11  | 14  | Ret | 16  | 16  | Ret | 8    | 8   | 10  | 12  | 10  | Ret | 7   | 21† | 15  | 7   | 8   | 15  | 11  | 26    |
| 15  | Sébastien Buemi    | 8   | 13  | 14  | 9   | 14  | 10  | 10   | 13  | Ret | 15  | 8   | Ret | 10  | 12  | Ret | 9   | Ret | Ret | 12  | 15    |
| 16  | Sergio Pérez       | DSQ | Ret | 17  | 14  | 9   | NVS | Les. | 11  | 7   | 11  | 15  | Ret | Ret | 10  | 8   | 16  | 10  | 11  | 13  | 14    |
| 17  | Rubens Barrichello | Ret | Ret | 13  | 15  | 17  | 9   | 9    | 12  | 13  | Ret | 13  | 16  | 12  | 13  | 17  | 12  | 15  | 12  | 14  | 4     |
| 18  | Bruno Senna        |     |     |     |     |     |     |      |     |     |     |     | 13  | 9   | 15  | 16  | 13  | 12  | 16  | 17  | 2     |
| 19  | Pastor Maldonado   | Ret | Ret | 18  | 17  | 15  | 18† | Ret  | 18  | 14  | 14  | 16  | 10  | 11  | 11  | 14  | Ret | Ret | 14  | Ret | 1     |
| 20  | Pedro de la Rosa   |     |     |     |     |     |     | 12   |     |     |     |     |     |     |     |     |     |     |     |     | 0     |
| 21  | Jarno Trulli       | 13  | Ret | 19  | 18  | 18  | 13  | 16   | 20  | Ret |     | Ret | 14  | 14  | Ret | 19  | 17  | 19  | 18  | 18  | 0     |
| 22  | Heikki Kovalainen  | Ret | 15  | 16  | 19  | Ret | 14  | Ret  | 19  | Ret | 16  | Ret | 15  | 13  | 16  | 18  | 14  | 14  | 17  | 16  | 0     |
| 23  | Vitantonio Liuzzi  | NVQ | Ret | 22  | 22  | Ret | 16  | 13   | 23  | 18  | Ret | 20  | 19  | Ret | 20  | 23  | 21  |     | 20  | Ret | 0     |
| 24  | Jérôme d'Ambrosio  | 14  | Ret | 20  | 20  | 20  | 15  | 14   | 22  | 17  | 18  | 19  | 17  | Ret | 18  | 21  | 20  | 16  | Ret | 19  | 0     |
| 25  | Timo Glock         | NC  | 16  | 21  | NVS | 19  | Ret | 15   | 21  | 16  | 17  | 17  | 18  | 15  | Ret | 20  | 18  | Ret | 19  | Ret | 0     |
| 26  | Narain Karthikeyan | NVQ | Ret | 23  | 21  | 21  | 17  | 17   | 24  |     |     |     |     |     |     |     |     | 17  |     |     | 0     |
| 27  | Daniel Ricciardo   |     |     |     |     |     |     |      |     | 19  | 19  | 18  | Ret | NC  | 19  | 22  | 19  | 18  | Ret | 20  | 0     |
| 28  | Karun Chandhok     |     |     |     |     |     |     |      |     |     | 20  |     |     |     |     |     |     |     |     |     | 0     |
| Pos | Pilot              | AUS | MAL | XIN | TUR | ESP | MON | CAN  | EUR | GBR | ALE | HON | BEL | ITA | SIN | JAP | COR | IND | ABU | BRA | Punts |

| Color    | Llegenda                          |
| -------- | --------------------------------- |
| Or       | Guanyador                         |
| Argent   | 2n lloc                           |
| Bronze   | 3r lloc                           |
| Verd     | Posició amb punts                 |
| Blau     | Posició sense punts               |
| Lila     | Retirat (Ret)                     |
| Salmó    | No classificat (NVQ)              |
| Negre    | Desqualificat (DSQ)               |
| Blau cel | Test divendres (TD) - (2003-2007) |
| Blanc    | No va sortir (NVS)                |
| Blanc    | No va entrenar (NVP)              |
| Blanc    | Lesió (Les)                       |
| Blanc    | Exclòs (EX)                       |

| Estat   | Resultat                                                     |
| Negreta | Pole position                                                |
| Cursiva | Volta ràpida                                                 |
| †       | Abandona, però es classifica en completar el 90% de la cursa |

### Campionat de Constructors
| Pos | Constructor          | Cotxe Núm. | AUS | MAL | XIN | TUR | ESP | MON | CAN | EUR | GBR | ALE | HON | BEL | ITA | SIN | JAP | COR | IND | ABU | BRA | Punts |
| --- | -------------------- | ---------- | --- | --- | --- | --- | --- | --- | --- | --- | --- | --- | --- | --- | --- | --- | --- | --- | --- | --- | --- | ----- |
| 1   | Red Bull-Renault     | 1          | 1   | 1   | 2   | 1   | 1   | 1   | 2   | 1   | 2   | 4   | 2   | 1   | 1   | 1   | 3   | 1   | 1   | Ret | 2   | 650   |
| 1   | Red Bull-Renault     | 2          | 5   | 4   | 3   | 2   | 4   | 4   | 3   | 3   | 3   | 3   | 5   | 2   | Ret | 3   | 4   | 3   | 4   | 4   | 1   | 650   |
| 2   | McLaren-Mercedes     | 3          | 2   | 8   | 1   | 4   | 2   | 6   | Ret | 4   | 4   | 1   | 4   | Ret | 4   | 5   | 5   | 2   | 7   | 1   | Ret | 497   |
| 2   | McLaren-Mercedes     | 4          | 6   | 2   | 4   | 6   | 3   | 3   | 1   | 6   | Ret | Ret | 1   | 3   | 2   | 2   | 1   | 4   | 2   | 3   | 3   | 497   |
| 3   | Ferrari              | 5          | 4   | 6   | 7   | 3   | 5   | 2   | Ret | 2   | 1   | 2   | 3   | 4   | 3   | 4   | 2   | 5   | 3   | 2   | 4   | 375   |
| 3   | Ferrari              | 6          | 7   | 5   | 6   | 11  | Ret | Ret | 6   | 5   | 5   | 5   | 6   | 8   | 6   | 9   | 7   | 6   | Ret | 5   | 5   | 375   |
| 4   | Mercedes             | 7          | Ret | 9   | 8   | 12  | 6   | Ret | 4   | 17  | 9   | 8   | Ret | 5   | 5   | Ret | 6   | Ret | 5   | 7   | 15  | 165   |
| 4   | Mercedes             | 8          | Ret | 12  | 5   | 5   | 7   | 11  | 11  | 7   | 6   | 7   | 9   | 6   | Ret | 7   | 10  | 8   | 6   | 6   | 7   | 165   |
| 5   | Renault              | 9          | 12  | 3   | 12  | 7   | 8   | 8   | Ret | 10  | 8   | Ret | Ret | 13  | 9   | 15  | 16  | 13  | 12  | 16  | 17  | 73    |
| 5   | Renault              | 10         | 3   | 17† | 9   | 8   | 11  | Ret | 5   | 15  | 12  | 10  | 12  | 9   | Ret | 17  | 9   | Ret | 11  | 13  | 10  | 73    |
| 6   | Force India-Mercedes | 14         | 9   | 11  | 15  | 13  | 13  | 7   | Ret | 9   | 11  | 6   | 14  | 7   | Ret | 8   | 11  | 11  | 9   | 8   | 6   | 69    |
| 6   | Force India-Mercedes | 15         | 10  | 10  | 11  | Ret | 12  | 12  | 18† | 14  | 15  | 13  | 7   | 11  | 8   | 6   | 12  | 10  | 13  | 9   | 8   | 69    |
| 7   | Sauber-Ferrari       | 16         | DSQ | 7   | 10  | 10  | 10  | 5   | 7   | 16  | Ret | 9   | 11  | 12  | Ret | 14  | 13  | 15  | Ret | 10  | 9   | 44    |
| 7   | Sauber-Ferrari       | 17         | DSQ | Ret | 17  | 14  | 9   | NVS | 12  | 11  | 7   | 11  | 15  | Ret | Ret | 10  | 8   | 16  | 10  | 11  | 13  | 44    |
| 8   | Toro Rosso-Ferrari   | 18         | 8   | 13  | 14  | 9   | 14  | 10  | 10  | 13  | Ret | 15  | 8   | Ret | 10  | 12  | Ret | 9   | Ret | Ret | 12  | 41    |
| 8   | Toro Rosso-Ferrari   | 19         | 11  | 14  | Ret | 16  | 16  | Ret | 8   | 8   | 10  | 12  | 10  | Ret | 7   | 21† | 15  | 7   | 8   | 15  | 11  | 41    |
| 9   | Williams-Cosworth    | 11         | Ret | Ret | 13  | 15  | 17  | 9   | 9   | 12  | 13  | Ret | 13  | 16  | 12  | 13  | 17  | 12  | 15  | 12  | 14  | 5     |
| 9   | Williams-Cosworth    | 12         | Ret | Ret | 18  | 17  | 15  | 18† | Ret | 18  | 14  | 14  | 16  | 10  | 11  | 11  | 14  | Ret | Ret | 14  | Ret | 5     |
| 10  | Lotus-Renault        | 20         | Ret | 15  | 16  | 19  | Ret | 14  | Ret | 19  | Ret | 16  | Ret | 15  | 13  | 16  | 18  | 14  | 14  | 17  | 16  | 0     |
| 10  | Lotus-Renault        | 21         | 13  | Ret | 19  | 18  | 18  | 13  | 16  | 20  | Ret | 20  | Ret | 14  | 14  | Ret | 19  | 17  | 19  | 18  | 18  | 0     |
| 11  | HRT-Cosworth         | 22         | NVQ | Ret | 23  | 21  | 21  | 17  | 17  | 24  | 19  | 19  | 18  | Ret | NC  | 19  | 22  | 19  | 17  | Ret | 20  | 0     |
| 11  | HRT-Cosworth         | 23         | NVQ | Ret | 22  | 22  | Ret | 16  | 13  | 23  | 18  | Ret | 20  | 19  | Ret | 20  | 23  | 21  | 18  | 20  | Ret | 0     |
| 12  | Virgin-Cosworth      | 24         | NC  | 16  | 21  | NVS | 19  | Ret | 15  | 21  | 16  | 17  | 17  | 18  | 15  | Ret | 20  | 18  | Ret | 19  | Ret | 0     |
| 12  | Virgin-Cosworth      | 25         | 14  | Ret | 20  | 20  | 20  | 15  | 14  | 22  | 17  | 18  | 19  | 17  | Ret | 18  | 21  | 20  | 16  | Ret | 19  | 0     |
| Pos | Constructor          | Cotxe Núm. | AUS | MAL | XIN | TUR | ESP | MON | CAN | EUR | GBR | ALE | HON | BEL | ITA | SIN | JAP | COR | IND | ABU | BRA | Punts |